# Hamburger Judo-Verband
Der Hamburger Judo-Verband e. V. (HJV) ist der Judo-Landesverband der Hamburger Judo-Vereine und deren Judoka. Der Hamburger Judo-Verband ist Mitglied im Deutschen Judo-Bund (DJB). Der HJV ist innerhalb des DJB der dienstälteste Landesverband und gehört zu den Gründungsmitgliedern des 1953 gegründeten DJB.
Durch den Hamburger Judo-Verband sind ebenfalls die Budo-Kampfsportarten Kyūdō, Kendo, Jiu-Jitsu und Aikido vertreten.

## Gründung
Der Hamburger Judo-Verband wurde am 3. Oktober 1949 durch Vertreter von neun Vereinen mit rund 400 Judoka gegründet. Die Gründungsvereine waren die Bergedorfer Turnerschaft, der T.H.-Eilbeck, der BKSV Goliath, die SV Polizei, der Post SV, die Reichsbahn Moorfleth und der TSV Sasel. Zusätzlich waren die HEW und der CVJM an der Gründung beteiligt, waren aber nicht Stimmberechtigt, da sie nicht dem Hamburger Sportbund angeschlossen waren. Zum ersten Vorstand wurden als Spartenleiter Eugen Hölzel (THE), Stellvertreter Willy Scherff, Kassenwart und Schriftwart Franz Müller, Pressewart Hans Hoffmann, technischer Leiter Adolf Schaffer (BKSV Goliath) gewählt.

## Leistungs-/Sportförderung
Der HJV fördert und betreibt die Aus- und Weiterbildung im Judo Lehr- und Prüfungswesen sowie dem Kampfrichterwesen in Hamburg im Hamburger Landesleistungszentrum (LLZ) und in den angehörigen Mitgliedsvereinen. Ebenso stellt der HJV Trainer für die Eliteschule des Sports in Hamburg, in der Judo im Schulunterricht eingebunden ist.
Im Hamburger Landesleistungszentrum werden in der Jugendausbildung ab der U15, Kinder und Jugendliche auf den Nachwuchsleistungssport vorbereitet und in ihrer persönlichen und soziokulturellen Identitätsbildung unterstützt und gefördert.

## Wettkampfsport
Der HJV richtet regelmäßig Einzel- und Mannschaftswettkämpfe aus. Sieger der Hamburger Meisterschaften qualifizieren sich für die Teilnahme an den nationalen Wettkämpfen als Vertreter Hamburgs, wie der Deutschen Meisterschaft des DJB.

## Judo-Bundesliga
Das Hamburger Judo-Team e. V. (HJT) ist eine Hamburger Gemeinschaftsmannschaft des HJV, die den Hamburger Vereinen ermöglicht, sehr gute Judoka für die Bundesliga zu stellen. Die zweite Mannschaft des HJT kämpft in der zweiten Bundesliga Männer im Mittelfeld mit und dient auch dazu, Top-Athleten für die erste Bundesliga auszubilden. Die Erstliga-Mannschaft hat im Vergleich zu den anderen Deutschen Judo-Bundesliga Teams den höchsten Anteil von eigenen Athleten. Die Hamburger werden durch nationale und internationale Kämpfer punktuell verstärkt. Neben dem TSV Abensberg gehört das HJT zu den erfolgreichsten Bundesliga-Teams in Deutschland. In den Jahren 2016, 2017 und 2018 wurde das HJT jeweils Deutscher Mannschaftsmeister.
2017 belegte die Männermannschaft den 3. Platz bei der Europa League.

## Hamburger Liga
Der HJV betreibt eine regionale Mannschaftsliga, die Hamburg-Liga. Diese Liga ist für alle Hamburger Judoka offen. Die einzige Bedingung der Besitz der Wettkampflizenz des DJB.

## Geschäftsführender Vorstand
- Vorsitzender und Geschäftsführer: Rainer Ganschow (7. Dan, Niendorfer TSV)[12]
- Stellvertretender Vorsitzender: Ralf Reinholz (8. Dan, Harburger TB)[12]
- Finanzreferent: Thomas Schynol (2. Dan, TH-Eilbeck und TSV Schwarzenbek)

## Vorsitzende
- 1949–1950 Eugen Hölzel (TH-Eilbeck)
- 1950–1957 Paul Hackbarth (TH-Eilbeck)
- 1957–1984 Willy Scherff (PSV/SV Polizei)
- 1984–1987 Manfred Jürs
- 1987–2002 Hans-Werner Friel
- seit 2002 Rainer Ganschow (Niendorfer TSV)

## Mitgliedsvereine
- 1. FC Hellbrook
- Alster-Dojo Kendo/Kyudo
- AMTV Hamburg
- Barsbütteler SV
- BKSV Goliath
- Blau-Weiß Schenefeld
- Bojutsu-Bushido
- Bramfelder SV
- Brunsbeker SV
- Buxtehuder SV
- Eimsbütteler TV
- Eintracht Norderstedt
- FSV Harburg
- Grün-Weiß Eimsbüttel
- Harburger TB 1865
- HNT von 1911
- Hamburger Turnerschaft von 1816
- JC Taiyo
- JG Sachsenwald in der TSG Bergedorf
- Judo-Klub Elmshorn
- KSC Bushido Hamburg
- Kummerfelder SV
- Lehmsaler Sportverein von 1967
- Meiendorfer SV
- Mümmelmannsberger SV
- Niendorfer TSV
- Oststeinbeker SV
- Rellinger TV
- Rissener SV
- SV Blankenese
- SC Alstertal-Langenhorn
- SC Poppenbüttel
- SC Vier- und Marschlande
- Shin-Rin-Dojo im WSV Tangstedt
- SV Polizei Hamburg
- SV Wilhelmsburg
- TH-Eilbeck
- TSC Wellingsbüttel
- TSV Hohenhorst
- TSV Reinbek
- TSV Schwarzenbek
- TSV Stellingen
- TSV Uetersen
- TSV Wedel
- TSV „Gut Heil“ Heist
- TuRa Harksheide
- TuS Appen
- TuS Berne
- TuS Esingen
- TuS Finkenwerder
- TuS Germania Schnelsen
- TuS Osdorf
- TuS Ottensen
- USC Paloma Hamburg
- VEJAS Hamburg
- Verein Aktive Freizeit
- VfL 93 Hamburg
- VfL Börnsen
- VfL Geesthacht
- VfL Pinneberg
- Walddörfer SV
- Wandsbeker TSV Concordia